# Cairano
Cairano (Cairàn in dialetto irpino) è un comune italiano di 291 abitanti della provincia di Avellino in Campania.

## Geografia fisica
Il piccolo paese si estende su un territorio di 13,8 km² mentre la densità di popolazione è pari a 19,84 abitanti/km².
Cairano confina con i seguenti comuni: Andretta, Calitri, Conza della Campania, Pescopagano (quest'ultimo si trova nella provincia di Potenza).

## Società

### Evoluzione demografica
Abitanti censiti

### Etnie e minoranze straniere
Al 31 dicembre 2020 risultano residenti sul territorio comunale 17 cittadini stranieri così suddivisi:
- Marocco, 13
- Ucraina, 2
- Russia, 1
- Togo, 1

## Cultura
Nel 1963 fu girato a Cairano il film La donnaccia, interpretato da Dominique Boschero e Gianni Dei, al quale parteciparono molti abitanti del paese, in ossequio allo stile neorealista della pellicola.
Nel 2014 vengono pubblicati su Il Mattino sette racconti su Cairano, di sette scrittori diversi, raccolti poi nell'antologia Cairano. Relazioni felicitanti edita da Mephite. L'intero progetto è stato curato dal regista e coreografo di fama mondiale Franco Dragone, nativo di Cairano.

## Infrastrutture e trasporti

### Strade
Le strade provinciali che attraversano il territorio comunale sono:
- Strada Provinciale 140: dalla ex SS 91 a Cairano (km 7,000).
- Strada Provinciale 199: dalla ex SS 399 nei pressi di Calitri alla SP 140 nei pressi di Cairano (km 9,000).
- Strada Provinciale 211: dalla SP 140, nei pressi dell'abitato di Cairano allo scalo ferroviario omonimo (km 4,200).

### Ferrovie
Il comune è servito dalla stazione di Conza-Andretta-Cairano, situata nel comune di Conza della Campania e sulla ferrovia Avellino-Rocchetta Sant'Antonio, attiva per soli treni storici e/o turistici. Era inoltre presente la stazione di Cairano.

## Amministrazione

### Sindaci
| Periodo | Periodo   | Primo cittadino        | Partito         | Carica  | Note |
| ------- | --------- | ---------------------- | --------------- | ------- | ---- |
| 1993    | 1994      | Gerardo Chirico        | DC              | Sindaco |      |
| 1994    | 1998      | Luigi D'Angelis        | PPI             | Sindaco |      |
| 1998    | 2003      | Luigi D'Angelis        | lista civica    | Sindaco |      |
| 2003    | 2008      | Salvatore Mazzeo       | centro-sinistra | Sindaco |      |
| 2008    | 2023      | Luigi D'Angelis        | lista civica    | Sindaco |      |
| 2023    | in carica | Maria Antonietta Russo | lista civica    | Sindaco |      |

### Altre informazioni amministrative
Il territorio fa parte della Comunità montana Alta Irpinia.